# Římskokatolická farnost – děkanství Humpolec
Římskokatolická farnost – děkanství Humpolec je územní společenství římských katolíků s farním kostelem sv. Mikuláše. Organizačně spadá do Humpoleckého vikariátu, který je jedním ze čtrnácti vikariátů Královéhradecké diecéze. 

## Duchovní správa
V současnosti farnost spravuje:

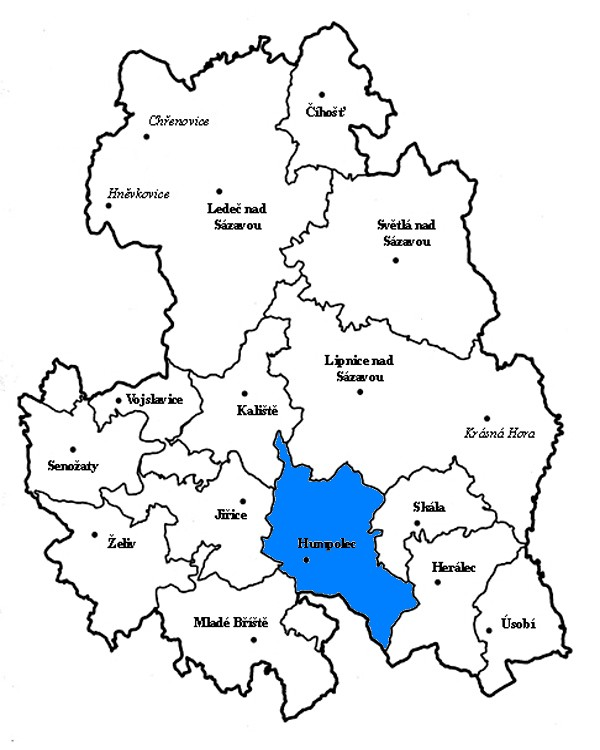
Farnost Humpolec na mapě humpoleckého vikariátu

- P. SCLic. Tomáš Rastislav Höger, OPraem. – administrátor
- P. Augustín Ján Grambal, OPream. – farní vikář

## Seznam kostelů (bohoslužby)
Ve farnosti se nacházejí následující kostely a bohoslužby jsou slouženy v časech:
| Kostel                               | Místo    | Den     | Hodina      | Poznámka         |
| ------------------------------------ | -------- | ------- | ----------- | ---------------- |
| Děkanský kostel svatého Mikuláše     | Humpolec | neděle  | 09.00 18.00 |                  |
| Děkanský kostel svatého Mikuláše     | Humpolec | pondělí | 18.00       |                  |
| Děkanský kostel svatého Mikuláše     | Humpolec | středa  | 18.00       |                  |
| Děkanský kostel svatého Mikuláše     | Humpolec | čtvrtek | 08.00       |                  |
| Děkanský kostel svatého Mikuláše     | Humpolec | pátek   | 18.00       |                  |
| Děkanský kostel svatého Mikuláše     | Humpolec | sobota  | 18.00       |                  |
| Kostel svatého Jana Nepomuckého      | Humpolec |         |             | hřbitovní kostel |
| Domov sester blahoslavené Bronislavy | Humpolec | úterý   | 15.00       |                  |

### Přehled duchovních správců
- 1969–1978 P. Evermod Karel Burda, OPraem (24. července 1919 – 26. října 1978), interkalární administrátor
- 1979–1992 P. Rafael Antonín Vosmík, OPraem (30. dubna 1912 – 25. července 1998), děkan
- 1992–2000 P. Jan Ladislav Novák, OPraem, administrátor
- 2000–2014 P. Mgr. Pavel Marian Sokol, OPraem, administrátor
- 2014–2016 P. ThLic Marek Marcel Šavel, OPraem, (26. října 1971 -– ? 2016), administrátor
- 2017–2024 P. Mgr. Hroznata Pavel Adamec, OPraem, děkan
- od 1. srpna 2024 P. Tomáš Rastislav Höger, OPraem, administrátor[2]